# Matthias Widmann
Matthias Widmann (* 1661 in Neustift; † 24. März 1721) war ein Prämonstratensermönch. Er war ab 1692 Propst und von 1717 bis 1721 Abt des Klosters Neustift bei Freising.

## Leben
Matthias Widmann wurde 1661 in Neustift geboren. Er besuchte das Gymnasium in Landshut und trat mit 17 Jahren in das Kloster Neustift ein. Nach dem Noviziat wurde er zur Vollendung seiner Studien nach Ingolstadt geschickt, wo er den Grad eines Magisters der Philosophie erwarb. 1684 zum Priester geweiht, ging er wieder nach Ingolstadt und studierte dort außer Theologie und Kirchenrecht auch weltliches Recht.
1687 wurde er Prior und 1692 Propst seines Klosters. Er ließ die alte Klosterkirche abtragen und von 1705 bis 1715 eine neue bauen. Zu gleicher Zeit wurden die Wallfahrts- und Vikariatskirchen in Tüntenhausen und Haindlfing, Allershausen und Kirchdorf restauriert. Vor Beendigung des Klosterkirchenbaues bestellte er eine neue Orgel, versah den Musikchor mit neuen Instrumenten und den Kirchturm mit fünf neuen Glocken. Die Bibliothek bereicherte er mit wertvollen Büchern. Ebenso verbesserte er die Wohnräume seiner Mitbrüder, die seit den Zeiten des Dreißigjährigen Krieges ruinös waren.
Beim Generalkapitel seines Ordens in Prémontré erhielt er am 27. April 1717 für sich und seine Nachfolger die Abtwürde, überlebte die Rangerhöhung aber nur um vier Jahre. 
Widmann wird als literarisch interessiert beschrieben. 1702 gründete er in München den literarischen Verein „Nutz- und Lusterweckende Gesellschaft der vertrauten Nachbarn am Isarstrom“.